# Largidea grossa
Largidea grossa är en insektsart som beskrevs av Van Duzee 1916. Largidea grossa ingår i släktet Largidea och familjen ängsskinnbaggar. Inga underarter finns listade i Catalogue of Life.